# Пастеров завод у Новом Саду
Пастеров завод у Новом Саду, Завод за антирабичну заштиту - Пастеров завод, Нови Сад је национална референтна установа за беснило у Републици Србији, која се бави дијагностиком беснила код људи и животиња, праћењем, контролом мера превенције и превенцијом беснила код људи и животиња. Основан је 1921. године.
У оквиру обавезе праћења кретања епидемиолошких и епизотиолошких података о беснилу на простору Републике Србије, Пастеров завод у Новом Саду је укључен у међународну информатичку мрежу података о беснилу - РАБНЕТ, под надзором СЗО.

## Историја
Само 12 година после париског, основан је први Пастеров завод у Србији и на Балкану, 1900. у Нишу. Његов допринос превентивној медицини Србије био је огроман, у првом реду у производњи вакцина против великих богиња и беснила.
Након завршетка Првог светског рата у ослобођеној Србији и ратом опустошеном Пастеровом заводу у Нишу обновљен је научни рад 1919. захваљујући његовом новом управнику Герасиму Аливизатосу, Грку који је дошао да помогне српском народу. Аливизатос је аутор тзв. мешовите методе у профилакси беснила, у којој је комбиновао методу дилуције живе вакцине са концентрованијом вакцином третираном етром.
Са настанком Краљевини СХС указала се потреба за формирањем нових Пастерових завода у новооснованој држави и тако и у Новом Саду 1921. настаје Пастеров завод, прва установа те врсте у Војводини. После 1928. новосадски завод преузео је примат од нишког Пастеровог Завод и у целој Краљевини СХС постао је једини активан Пастеров завод и централна антирабична установа све до данашњих дана.
Оснивач и први директор Пастеровог завод у Новом Саду био је др Адолф Хемпт, чија се вакцина против беснила користила у већини европских земаља, све до средине осамдесетих година 20. века, а и данас се под другим називом користи у Јужној Америци.
У Пастеровом заводу у Новом Саду је њен директор др Хемпт 1925. произвео мртву вакцину против беснила од нервног ткива инфицираних кунића, а касније јагањаца, третираног етром и фенолом, поставио електричне уређаје за млевење мозгова за вакцину, штампање етикета на стакленим ампулама, пуњење ампула, и за затаљивање ампула, тако да је у Новом Саду развио индустријску производњу вакцине за целу Краљевини СХС, а касније и за извоз. Хемптову вакцину прихватиле су многе европске државе, Немачка, Аустрија, Чехословачка, Мађарска, Румунија и Бугарска. Производња Хемптове вакцине у Новом Саду трајала је до 1983, а на пример у Мађарској до 1989.

## Завод за антирабичну заштиту - Пастеров завод
На основу Закона о здравственој заштити, Извршно веће Аутономне Покрајине Војводине је 2006. донело Одлуку о оснивању Завода за антирабичну заштиту - Пастеровог завода (као наследника Пастеровог завода у Новом Саду основаног 1921) и у одлуци навело;
- Оснива се Завод за антирабичну заштиту - Пастеров завод, за обављање делатности у области превенције и лабораторијске дијагностике, беснила и других заразних болести, на више нивоа.
- Завод у складу са Законом о здравственој заштити обавља здравствену делатност из области превенције и лабораторијске дијагностике беснила и других заразних болести, односно прати и проучава раширеност беснила и предлаже мере за његово сузбијање
- Завод врши испитивање и примену нових метода превенције и имунопрофилаксе беснила, односно утврђује стручно-медицинске и доктринарне ставове из антирабичне заштите и пружа стручно методолошку помоћ у њиховом спровођењу.

### Унутрашња организација
Пастеров завод у Новом Саду у свом саставу има следеће службе и одсеке;
- Службу за превенцију и спречавање ширења беснила и других заразних болести
- Службу за микробиолошку и другу дијагностику (референтна лабораторија за беснило)
- Службу за истраживање и праћење кретања беснила и других зооноза
- Службу за обезбеђење и контролу квалитета
- Одсек за правне, економско-финансијске, техничке и друге сличне послове

- Зграда Пастеровог завода у Новом Саду из 1921. (објекат под заштитом државе)
- „Декерова барака“ (добијена од Немачке после Првог светског рата) у којој је становало особље завода.
- Спомен плоча др Адолфу Хемпту на згради Пастеровог завода у Новом Саду

### Служба за превенцију и спречавање ширења беснила и других заразних болести
Антирабична амбуланта
У антирабичну амбуланту Пастеровог завода пацијенте озлеђене од животиња (паса, мачака, лисица и других сисара) упућује изабрани лекар. У амбуланти Пастеровог завода, након примарне обраде ране, узима се анамнеза и на основу исказа, клиничког прегледа, који лекар интегрише са подацима активног и пасивног надзора епизоотије беснила на територији Републике Србије, процењује се ризик и одлучује о вакцинацији против беснила.
У антирабичну амбуланту Пастеровог завода се јављају и пацијенти код којих је започета вакцинација против беснила у иностранству, ради наставка вакцинације, као и ради контроле успешности вакцинације.
Амбуланта за лајмску борелиозу
У Амбуланти за лајмску борелиозу Пастеровог завода обједињеним приступом врши се комплетан клинички преглед пацијента, дијагностичке процедуре, уклањање крпеља са пацијената, као и анализе на самом крпељу, по схеми коју примењују референтни центри за Лајмску борелиозу широм света.
Пастеров завод Нови Сад представља јединствену установу у којој мултидисциплинарни тим стручњака остварује здравствену заштиту по принципу „Једно Здравље“ (One Health) у циљу заштите од Лајмске борелиозе и других болести које преносе крпељи.
- Спомен плоча др Милану Николићу, ученику и наследнику др Хемпта на згради Пастеровог завода у Новом Саду
- Биста Луја Пастера испред Пастеровог завода у Новом Саду
- Биста Милана Јовановића Батута испред Пастеровог завода у Новом Саду